# ゴミムシ
ゴミムシ（塵虫、芥虫）は、コウチュウ目（鞘翅目）オサムシ科、あるいはこれに近縁な科の類の中から目立ったものを除いた、雑多なものをまとめて呼ぶ名称である。研究の進歩により、その多様性が明らかになりつつある。
狭義にはその中の一種、オサムシ科ゴモクムシ亜科に属する Anisodactylus signatus (Panzer, 1797) の和名である。

## 概要
ゴミムシは、コウチュウ目（鞘翅目）オサムシ亜目 (Caraboidea) 陸生オサムシ類 (Geadephaga) に属する甲虫のうち、比較的大型の種が多いオサムシ科 (Carabidae) オサムシ亜科 (Carabinae) に属するものと、粘菌食で形態の特殊化の著しいセスジムシ科 (Rhysodidae) に属するもの、昼行性で脚が長く、よく走りよく飛翔するためにかなり異質な外観を有するハンミョウ類を除いた昆虫の総称である。
名前に「ゴミ」がつくのは、獲物となる小昆虫の多いごみ溜めで、これらの甲虫がよく見かけられるためと考えられる。「ゴミムシ」には様々な形態や生態のものが混じるが、一般的にはやや腹背に扁平な体、大顎が発達した咬む口、糸状の触角を持つ、よく歩き回る活発な甲虫である。
オサムシ類がその美しさや変異の多彩さによって特に取り上げられたのに対し、ゴミムシは言わばその他大勢のように、一絡げで取り扱われることが多かった。

## 生態
多くは湿ったところを好み、石の下などにワラジムシやミミズなどとともに見かけることが多い。小型で、地上を歩き回って昆虫やカタツムリなどの小動物を捕食するが、新鮮な死肉も摂食する。チビゴミムシ亜科のメクラチビゴミムシ類（ツヤメクラチビゴミムシ属・チョウセンメクラチビゴミムシ属など）や、ジャアナヒラタゴミムシ（ナガゴミムシ亜科・東海地方のみに生息する日本固有種）など、洞穴生物として進化した種も存在する。
また、動物質以外にも漿果の果肉、多汁質の塊根、アリ散布型種子のエライオソームなどの植物質を摂食する雑食性の種もいる。さらに植物食の傾向を強めたグループもあり、オサムシ科ゴモクムシ亜科やマルガタゴミムシ亜科に属する種には、イネ科やアブラナ科などの種子を主たる餌とするものが多く含まれる。
幼虫は多くのものがガの蛹などの動物質の新鮮な餌を与えれば成長し、成虫にまでなることが確認されているが、食物の特殊化の進んだ狭食性のものも数多く知られている。こうした捕食寄生的な生活史を送る幼虫の餌の特殊化したゴミムシは、成虫に樹上生活をするものが多いアトキリゴミムシ亜科や、ミイデラゴミムシのようなホソクビゴミムシ科でよく知られている。
- ゴモクムシ亜科に属するゴミムシのいくつか - 動物質の餌では成長せず、イネ科の雑草などの種子を拾い集めて蓄え、それを餌にして成長することが知られている。
- オウシュウオオキベリアオゴミムシ Chlaenius (Epomis) circumscriptus - 成虫・幼虫とも生きた両生類（カエル・サンショウウオなど）を捕食するが、小型の無脊椎動物が自分より大型の脊椎動物を捕食する事例は珍しい[2]。
- オオキベリアオゴミムシ Chlaenius (Epomis) nigricans - オウシュウオオキベリアオゴミムシと同属。同種の幼虫は各齢期間に1匹ずつカエルを捕食するが、同種の幼虫は小型のカエル（ニホンアマガエル・シュレーゲルアオガエルなど）の腹面に大顎で噛みつき、外部寄生虫のようにカエルを摂食して最終的に死に至らしめ[3]、成虫になるまでにカエルを約3匹捕食する[4]。
- ミイデラゴミムシ - 幼虫はケラの卵のみを食べて生育する[5]。

よく似た姿の甲虫にゴミムシダマシ科があるが、食性は菌類食・腐植食が主体で生態も大きく異なり、系統学的な類縁も遠い。

## 狭義の「ゴミムシ」

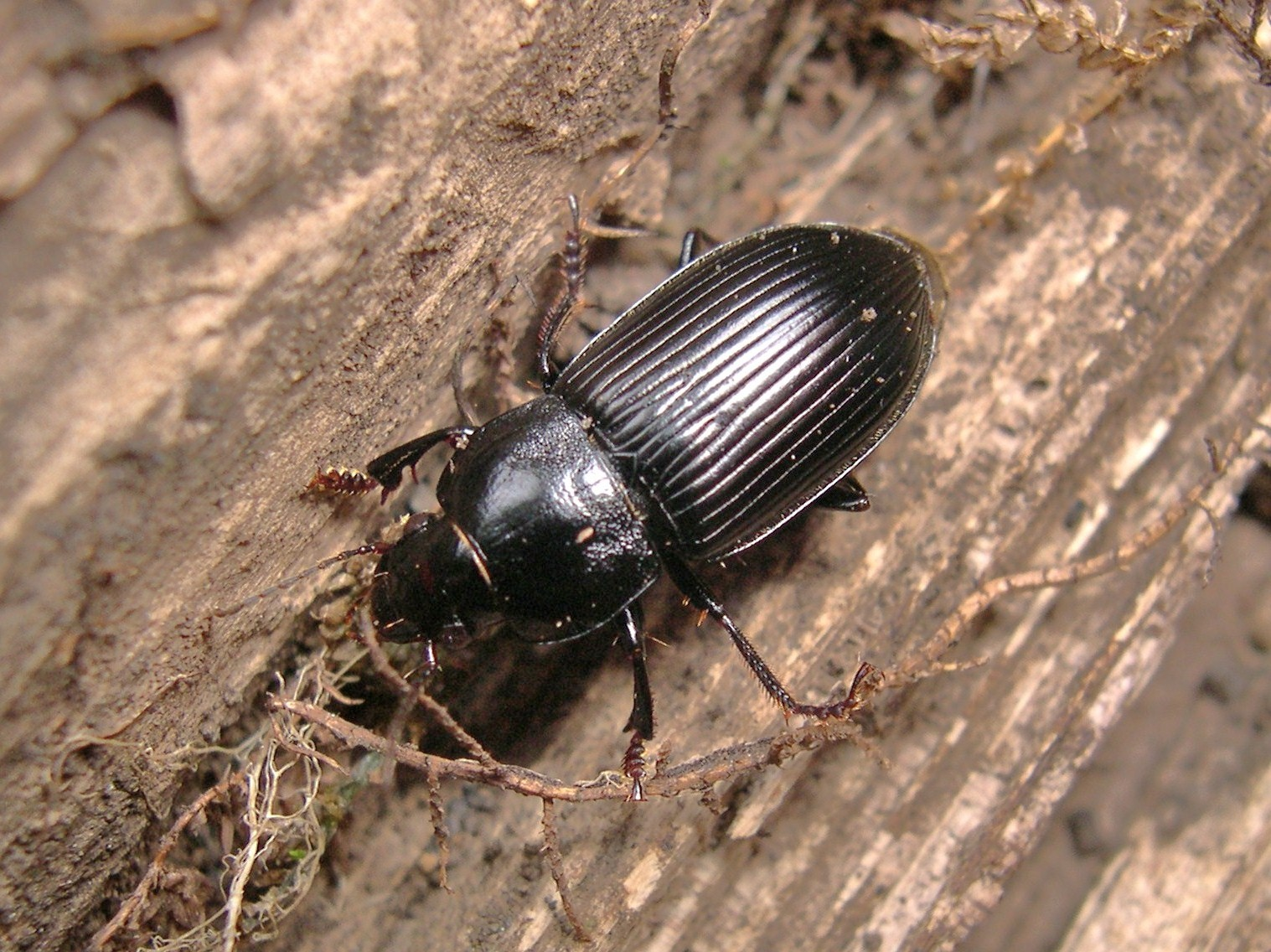
ゴミムシ A. signatus
（オス：12.6mm）

狭義のゴミムシ Anisodactylus signatus (Panzer, 1797) は、オサムシ科ゴモクムシ亜科に分類される甲虫の一種。
体長13mm前後の中型のゴミムシ類の1種である。全身は黒色で前胸や頭部の幅は広く、がっしりした印象を与える。頭部背面をよく見ると、多少見えにくいものの1対の暗赤色の斑紋がある。これは色素で色づいているというよりも、その部分だけメラニン色素が抜けて色が薄くなっているために赤く見えるとしたほうが適切である。オサムシ科の頭部には外見構造的に単眼はないが、この斑紋が単眼と同様の働きを持つ内部の光受容器官に光を届ける窓になっているのではないかと、予想する向きもある。
北海道から九州にかけての日本列島のみならず、朝鮮半島、極東ロシアから中国、シベリアを経てヨーロッパに至る、ユーラシア大陸北部に広く分布する。
生息環境は平地から山地までと広く、落ち葉やごみ、石の下などに潜む。成虫は小昆虫を捕食するのみならず、他のゴモクムシ亜科の昆虫同様イネ科雑草などの種子をよく摂食する。成虫で越冬した後、産卵は4月中旬から行われ、幼虫はゴモクムシ亜科のゴミムシ類に時々見られるようなイネ科などの種子の専食ではなく、飼育実験ではガの蛹のような動物質の食物の捕食だけで成虫にまで成長することが報告されている。但し、ごく近縁で形態も酷似したホシボシゴミムシでは同様の研究結果が報告されているのと同時に、幼虫の正常な発育、雌雄ともの性成熟には種子食が必須で、動物質の摂取は雌雄の成虫の繁殖（産卵数と射精物生産）には正の影響を与えるものの、幼虫に動物質を与えて育てるとナズナやハコベの種子のみを与えて育てた場合と比べて羽化率が低下するなど負の影響を与えることが報告されている。終齢である3齢幼虫は体長約11.5-18.0mmで、頭部は赤褐色、前胸背板も赤褐色だが中胸、後胸背板は赤みが弱くなって暗色となり、腹節背板は暗色を帯びた黄褐色。
同属で同じような生息場所に普通にみられるホシボシゴミムシ A. punctatipennis Morawitz, 1862 やオオホシボシゴミムシ A. sadoensis Schauberger, 1931 と酷似し、同定のためには前胸背板後角の突出部の微妙な形態の違いなど微細な差異を顕微鏡などで観察し、判断しなければならない。この2種ともゴミムシよりは分布が狭く、前者は東アジアに、後者は日本列島に限られる。

## 分類
オサムシ上科 Caraboidea
陸生オサムシ類 Geadephaga
- セスジムシ科 Rhysodidae
- カワラゴミムシ科 Omophronidae
- ヒゲブトオサムシ科 Paussidae
  - ヒゲブトオサムシ亜科 Paussinae
  - エグリゴミムシ亜科 Ozaeninae
- オサムシ科 Carabidae
  - オサムシ亜科 Carabinae （オサムシを参照のこと）
  - マルクビゴミムシ亜科 Nebriinae
  - ハンミョウモドキ亜科 Elaphrinae
  - ツノヒゲゴミムシ亜科 Loricerinae
  - ヒョウタンゴミムシ亜科 Scaritinae - ヒョウタンゴミムシ、オオヒョウタンゴミムシ、ヒメヒョウタンゴミムシなど
  - オサムシモドキ亜科 Broscinae - オサムシモドキ
  - チビゴミムシ亜科 Trechinae - メクラチビゴミムシ（ツヤメクラチビゴミムシ属・チョウセンメクラチビゴミムシ属）
  - ミズギワゴミムシ亜科 Bembidiinae
  - ヌレチゴミムシ亜科 Patrobinae
  - ナガゴミムシ亜科 Pterostichinae - オオゴミムシ、ジャアナヒラタゴミムシなど
  - マルガタゴミムシ亜科 Zabrinae
  - ゴモクムシ亜科 Harpalinae - ゴミムシ、オオゴモクムシなど
  - スナハラゴミムシ亜科 Licininae
  - ヨツボシゴミムシ亜科 Panagaeinae
  - アオゴミムシ亜科 Callistinae - アオゴミムシ類、トックリゴミムシ類、オウシュウオオキベリアオゴミムシ[注 1][2]、オオキベリアオゴミムシなど
  - ホナシゴミムシ亜科 Perigoninae
  - クビナガゴミムシ亜科 Odacanthinae
  - ヒラナガゴミムシ亜科 Ctenodactylinae
  - ツブゴミムシ亜科 Pentagonicinae
  - トゲアトキリゴミムシ亜科 Cyclosominae
  - アトキリゴミムシ亜科 Lebiinae
  - スジバネゴミムシ亜科 Zuphiinae
  - ホソゴミムシ亜科 Dryptinae
- ホソクビゴミムシ科 Brachinidae - ミイデラゴミムシ、オオホソクビゴミムシなど
- ハンミョウ科 Cicindelidae （ハンミョウを参照のこと）

上記は日本産の分類群に限られ、オサムシ科には日本列島外には他にも多くの亜科がある。これらの一部を独立したゴミムシ科 Harpalidae として分離して扱ったり、ヒョウタンゴミムシ亜科をヒョウタンゴミムシ科 Scaritidae として独立して扱うようというように、さらに細分する分類法もある。また、これらすべてやハンミョウ科すらオサムシ科に組みこむ統合分類もあり、著者により一定しない。